# かっぱちTVサタスパ!
『かっぱちTVサタスパ！』（かっぱちテレビ サタスパ）は、テレビ山口で放送されていた情報バラエティ番組である。

## 概要
1993年4月10日、過去に『サタデー6』や『テレビ山口くん』が放送されていた土曜17時30分 - 18時24分枠で『やまぐち情報トレンド サタスパ!』と題してスタートした。「サタスパ!」は「サタデースパイス」からとったもの。内容は山口県内外の行楽情報とグルメ情報が中心で、それに現地からの生中継企画を絡めた内容となっていた。この当時は大谷泰彦と竹島久美子が司会を務めていた。
番組はその後、火曜20時00分 - 20時54分での放送へ移行。タイトルに火曜8時を意味する “かっぱち” を冠し、『かっぱちTVサタスパ!』と改めた。テレビ山口のローカルレギュラー番組では初のゴールデンタイム放送番組となり、最高視聴率31%を記録した。同枠での放送期間中、番組の取材先を網羅した関連書籍『サタ蔵』（サタぞう）が刊行された。
1999年4月15日から木曜19時00分 - 19時54分での放送になるにあたり、番組は『サタスパ!』と題して再度リニューアル。放送開始から長らく司会を務めた大谷と竹島が番組を卒業し、以後はセニョール小林とスペース佐藤を中心とするメンバー構成になった。またこれ以後は、他のJNN加盟局（中国・四国・九州・沖縄地方）との共同企画回を放送したりもしたが、番組は2000年3月16日放送分をもって終了。番組が放送されていた木曜19時台は、フジテレビ『笑う犬の冒険』の時差ネット枠に切り替えられた。

## 出演者
- 大谷泰彦 - 司会[6]
- 竹島久美子 - 司会[6]
- 林由希子 - リポーター[11]
- セニョール小林 - リポーター[2][3]
- スペース佐藤 - リポーター[12]
- 開作真人（サンデー山口代表取締役） - コメンテーター[1]
- 平山真紀子[13]
- 鶴原庸子（当時テレビ山口アナウンサー）[13]
- 米本まなみ[14] - リポーター[6]
- 大堀純[14] - リポーター[6]
- 橋本昌子（当時テレビ山口アナウンサー） - リポーター[15]
- 小野礼子（当時テレビ山口アナウンサー） - リポーター[15]